# Chinnasalem
Chinnasalem è una suddivisione dell'India, classificata come town panchayat, di 19.519 abitanti, situata nel distretto di Viluppuram, nello stato federato del Tamil Nadu. In base al numero di abitanti la città rientra nella classe IV (da 10.000 a 19.999 persone).

## Geografia fisica
La città è situata a 11° 39' 0 N e 78° 54' 0 E e ha un'altitudine di 125 m s.l.m..

## Società

### Evoluzione demografica
Al censimento del 2001 la popolazione di Chinnasalem assommava a 19.519 persone, delle quali 9.836 maschi e 9.683 femmine. I bambini di età inferiore o uguale ai sei anni assommavano a 2.188, dei quali 1.161 maschi e 1.027 femmine. Infine, coloro che erano in grado di saper almeno leggere e scrivere erano 13.462, dei quali 7.684 maschi e 5.778 femmine.